# Soleado
Soleado ist ein textloses Lied, das der Italiener Ciro Dammicco komponierte und unter seinem Pseudonym „Zacar“ veröffentlichte. Mit einem deutschen Text, gesungen von Michael Holm, wurde es 1974 unter dem Titel Tränen lügen nicht bekannt. Ebenso wurde die Melodie für das Weihnachtslied When a Child Is Born adaptiert.
Das Lied basiert auf einer früheren Komposition Le rose blu, die Ciro Dammicco 1972 veröffentlicht hatte. 1974 wurde es vom Daniel Sentacruz Ensemble aufgenommen, dem Dammicco angehörte. Diese Version, die sich durch eine von einem Chor getragene Melodieführung ohne einen Liedtext (Vokalise) auszeichnet, platzierte sich in den Hitparaden der Schweiz, Österreichs und Schwedens unter den zehn bestverkauften Singles. Von weiteren Künstlern erschienen unterschiedlich erfolgreiche Coverversionen.

## Coverversionen
Unter anderem wurden Versionen von Künstlern wie Percy Faith, Paul Mauriat oder Mireille Mathieu aufgenommen. Michael Holm sang die deutschsprachige Vokalversion Tränen lügen nicht, die 1974 ein Nummer-1-Hit in Deutschland wurde. In der Schweiz kam Holm damit auf Platz 4, in Österreich auf Platz 2 der Hitparade. Die Partyschlagersängerin Ina Colada veröffentlichte Tränen lügen nicht 2015 als Partyschlagerversion.
Die Melodie wurde 1976 auch für das Weihnachtslied When a Child Is Born verwendet, das von Johnny Mathis gesungen und ein Weihnachts-Nummer-eins-Hit im Vereinigten Königreich wurde. Dieser Titel wurde wiederum unter anderen von Boney M., Kenny Rogers, Bing Crosby und The Moody Blues aufgenommen. In Ungarn sang Zsuzsa Cserháti 1978 eine Coverversion, die den Titel Édes kisfiam (Mein süßes kleines Kind) trägt. Die italienische Musikgruppe Elio e le Storie Tese trägt eine eigenständige Coverversion auf ihren Neujahrskonzerten vor, die sie Buon Anno Nuovo („Frohes neues Jahr“) betitelt hat. Der tschechische Sänger Karel Gott sang eine Coverversion mit dem Titel Měl jsem rád a mám (Ich liebte und tue es immer noch).
Eine Parodie mit dem Titel Dänen lügen nicht trägt Otto Waalkes auf seinen Tourneen vor. Weitere Parodien veröffentlichten Hermann Hoffmann (Meine Herta) sowie Udo Jürgens (Trainer lügen nicht). Mark ’Oh veröffentlichte Ende 1994 eine englischsprachige Rave-Variante mit dem Titel Tears Don’t Lie, die in Deutschland ebenfalls zum Nummer-1-Hit wurde. Gigi D’Agostino machte aus der Melodie von Soleado einen Trance-Remix. Eisbrecher veröffentlichte im März 2025 eine Version in tiefer Stimmlage.